# 結紮
結紮（けっさつ、英: ligation）は、医療においては、外科的処置の際に用いられる身体の一部や医療機器を縛って固定する技術のこと。字の意味は「むすび、からげる」ことであるが、医療においては特定の技術を示す。
但し外科的処置といえど、例えば挿入したドレーンや中心静脈カテーテルの固定には確実な結紮の技術が必要であり、内科系を含め全ての医師にとって基本的な手技の一つと言える。

## 概要
結紮は手術中の縫合や止血、その他ベッドサイドでの処置も含めた種々の医療行為において必要とされる手技である。身体の一部（血管やその他、尿管など管腔構造を有する臓器が多い）、もしくはドレーンなどの医療機器を縫合糸で縛って固定するために用いられる。例えば手術中に血管を離断する場合は、ペアンなどの鉗子で血管を軸に垂直に把持して血流を遮断した上で鉗子から数ミリメートル離して結紮し、鉗子と結紮糸の間を離断することによって、出血させることなく安全に血管を離断することが可能である。（ターニケットと混同しないように注意。ターニケットは結び目で固定されないため、術者の意思でいつでも締めたり緩めたりすることが可能である。）

## 結紮の目的
- 外傷などで離断した組織を引き寄せ固定する。(e.g. 縫合)
- 血管や卵管を取り巻くようにして縛り、管腔を途絶させる。(e.g. 卵管結紮術)
- ヘルニア門などを閉じるように組織を縛り固定する。(e.g. high ligation)
- 除去したい組織を縛りあげ、血流を止め、壊死・脱落させる。(e.g. EVL, マックギブニー法)

## 結紮の方法

### 結び目による分類
半結び（英: Simple knot）
Overhand knotを1回施した状態で、2種類の向きの結び方がある。これだけでは結紮が緩むので不完全だが、以下で説明する全ての結紮はこの半結びの組み合わせで構成されるため、全ての結紮の基本単位となる。
男結び（英: Square knot / Reef knot）
第一結紮と第二結紮を反対方向に行う。結び目がほどけにくく、止血や重要な部位の結紮に用いられる。最も頻繁に用いられる結紮法。
女結び（英: Granny knot）
第一結紮と第二結紮を同じ方向に行う。素早く結べるがほどけやすい欠点がある。但し結んだ後にさらに締め付けることができるため、状況によっては役に立つ結紮法。この場合3度目の結紮を加える必要がある。
外科結び（英: Surgeon's knot / Friction knot）
男結びの第一結紮の時に糸を2回絡ませる。第一結紮が締まりにくいことがあり注意を要するが、第一結紮の糸の摩擦抵抗が大きいため、第二結紮を行う時に第一結紮がゆるまない利点がある（糸をロックする必要がない）。結び目が大きくなる点は通常の男結びより不利である。強い緊張のかかる組織の縫合などに用いる。

### 種々の結紮技法
両手結び（英: Two-hand technique）
結紮に両手の動きを使う方法。糸を両手で左右均等に確実に締めることができ、結び目がずれにくい。欠点として、両手を動かすのに広い空間と視野が必要であり、結ぶ動作が大きいため比較的時間を要する。両手で確実に把持するために必要な長さの糸を使うため、糸の消費も大きい。
片手結び（英: One-hand technique）
片手で軸糸を把持し、もう一方の手の動作だけで結紮を行う方法。片手が動かせない状況でも結ぶことが出来る。また手を動かす空間も少なくて済む。習熟すれば両手結びよりも素早く結ぶことが出来るが、結び目がずれないように注意を要する。糸の消費は両手結びより少ない。
ループに中指を通す方法と、示指でループを作ってその示指でそのまま糸を通す方法の二通りがあり、両者を交互に行うことで男結びになる。後者はやや難易度が高いが、糸を持ち替えることが出来ない状況下でも片手で男結びを行うためには必須の技術である。
片手結びの応用として、両手が使える状況下で上記の中指を通す方法と示指を通す方法を左右の手で組み合わせることにより、ワンアクションで外科結びを行うことが出来る。
器械結び（英: Instrument tie）
手のかわりに鉗子（ペアンなど）や持針器を用いて結紮を行う方法。利点として、狭い場所でも結紮可能であり、糸を把持するための動作も少なくて済む。糸の消費は最も少ない。欠点として、糸を鉗子などで把持することで糸が損傷して脆弱になることがある。また締める時の微妙な指の感触が伝わらないため、重要な部位の結紮には不向きである。
深部結紮（英: Deep tie）
手元で結び目を作った後、結紮点に結び目を指で送るか、または深部結紮器（ノットプッシャー）を使う。やや難易度の高い結紮法であるが、深い場所で支点を動かさずに結ぶのに必要となる技術である。
鏡視下結紮（英: Endoscopic tie）
鏡視下に行う結紮法。内視鏡用鉗子を用いる。

### 結紮の回数
単結紮組織を1回だけ結ぶ。多くの場合は単結紮で十分である。
多重結紮太い動脈や固い組織など、単結紮では滑って結び目が外れる可能性がある場合は、二重結紮・三重結紮など同一の組織を複数部位で結紮する。